# Schuaneh Ghaderi

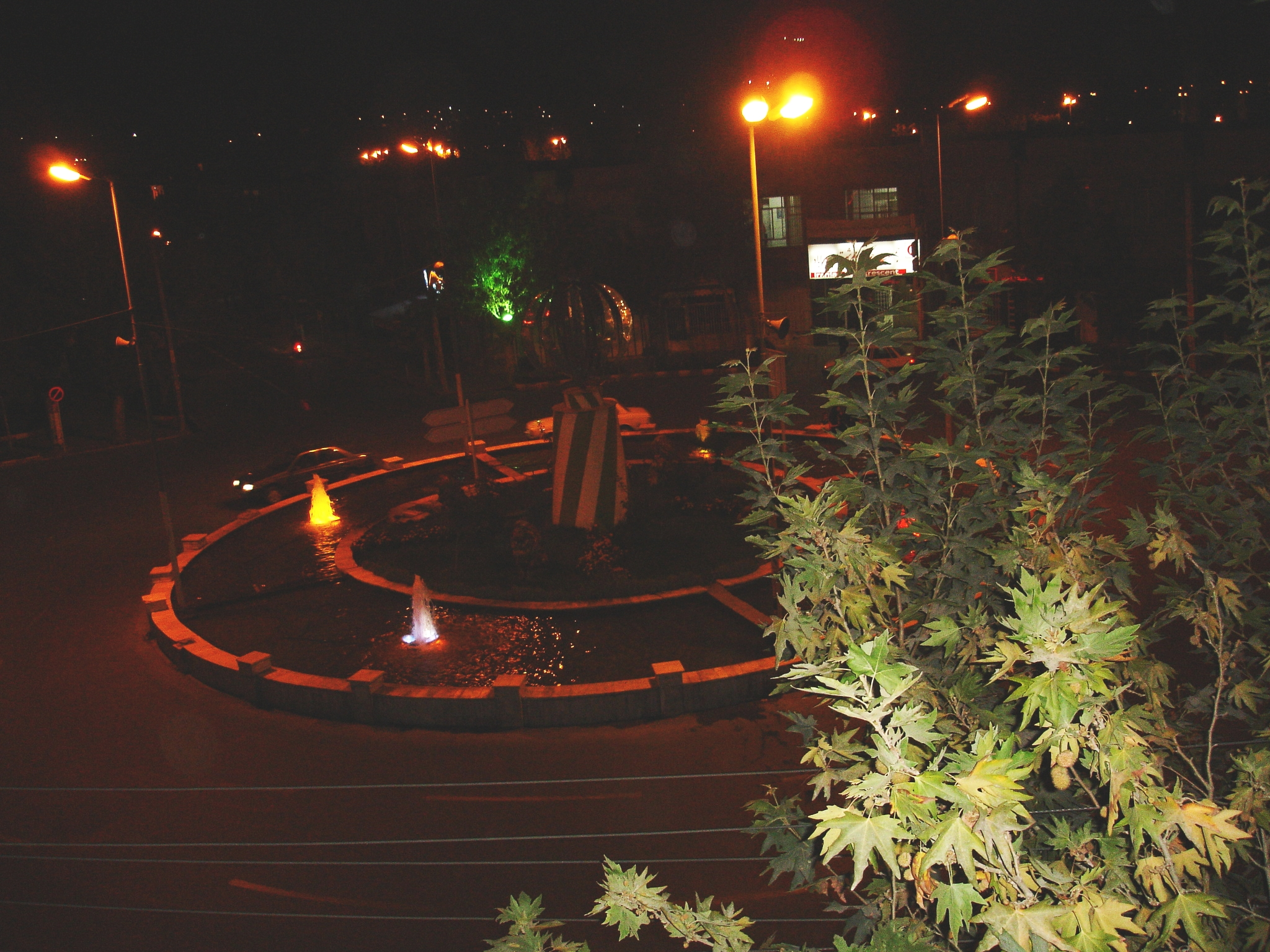
Tschuar-tschira-Platz bei Nacht.

Schuaneh Ghaderi (persisch شوانه‌ قادری), auch Sivan Ghaderi oder سید کمال اسفرم Sayed Kamal Asfaram (* 1979 oder 1980; † 9. Juli 2005 in Mahabad), war ein Kurde aus dem Iran. Er war Student und Oppositioneller.
Der 26 Jahre alte Mann wurde am 9. Juli 2005 von der iranischen Polizei in Mahabad bei einer versuchten Festnahme auf der Flucht erschossen. Seine Leiche, die den Eltern übergeben wurde, war verstümmelt. Er war im Vorfeld der Präsidentschaftswahlen im Iran 2005 ein wichtiger Organisator von Demonstrationen gegen die iranische Regierung gewesen. Laut einer Meldung der US-Regierung sollen iranische Soldaten seinen Körper zu einem Militärfahrzeug gebracht und ihn dann durch die Stadt geschleift haben. Laut US-Regierung geschah dies in der Absicht, die Bevölkerung einzuschüchtern und zukünftige Proteste abzuschrecken. Er war beschuldigt worden, die Unabhängigkeit Kurdistans zu fordern und die Ernennung des Kurden Dschalal Talabani zum Präsidenten des Iraks zu feiern. Im Anschluss an seinen Tod kam es zu gewaltsamen Protesten von Juli bis August in Mahabad und weiteren Städten in den kurdischen Gebieten. So versammelten sich Tausende auf dem Tschuar-tschira-Platz. Bei diesen Demonstrationen starben mehrere Leute. Die iranische Regierung entsandte 100.000 Soldaten in die Region, um die Unruhen niederzuschlagen. 